# 백선 (식물)
백선(白鮮, Dictamnus)은 운향과의 여러해살이 식물로, 남유럽 스페인에서 북아프리카, 아시아의 중국 등 광활한 지역에 자생한다. 다른 이름으로 타오르는 덤불(burning bush)이 있으며, 쓰임새에 따라, 봉황삼 또는 봉삼으로도 잘 알려져 있다.

## 특징
뿌리는 땅속에 있는 길고 굵직한 뿌리를 봉삼이라고 하며 귀한 약재로 쓴다. 줄기와 밑부분은 묵질화하는 경향이 있다. 잎은 어긋나게 달리고 5-9개의 작은 잎으로 이루어진 깃꼴겹잎이다. 작은 잎은 난형 또는 타원형이며 가장자리에 자잘한 톱니가 있다. 붉나무처럼 작은 잎 사이의 엽축에 날개가 발달하는 점이 특징이다. 꽃은 5-6월에 줄기 위쪽에 달리는 총상꽃차례에 연한 분홍색 꽃이 피어 올라간다. 꽃잎은 5장이고 보라색 줄무늬가 있다. 수술은 10개이고 암술은 1개이며 모두 꽃잎 밖으로 길게 벗어난다. 잎과 꽃차례와 꽃자루에 기름샘이 많아 약간 역겹기도한 독특한 냄새가 난다. 열매는 별모양의 삭과이다.

## 이름
백선이라는 약명에서 유래된 이름이다.